# Пелехатый, Кузьма Николаевич
Кузьма Николаевич Пелехатый (1886—1952) — западно-украинский советский писатель, поэт, журналист и общественный деятель.

## Биография
Родился 11 ноября 1886 года в крестьянской семье в селе Опоры Дрогобычского уезда в Галичине.
В 1905—1908 годах учился в Высшем институте журналистики в Вене. С 1910 года работал во львовских газетах русофилов «Галичанин» и «Прикарпатская Русь», с 1913 — в журнале группы «галицко-русских социалистов» «Новая жизнь». В начале Первой мировой войны в 1914 году как сотрудник русофильской прессы австрийскими властями был заключен в крепость Терезин, а затем переведён в концлагерь Талергоф, где в августе 1915 года подвергался экзекуции «подвешиванье» за заявление о своей русской национальности.
После освобождения из Талергофа сотрудничал в галицко-русских изданиях, в том числе в Календаре общества имени Качковского за 1920 год, где поместил ряд очерков о репрессиях на Галицкой Руси в первую мировую войну. В 1921—1927 редактировал прогрессивную газету «Воля народа» (орган партии «Народная воля»), в которой публиковал многочисленные статьи, очерки, фельетоны, а также агитационные стихи в духе Демьяна Бедного (под псевдонимом Кузьма Бездомный).
В 1927 году один из организаторов партии «Украинское крестьянско-рабочее социалистическое объединение» (Сельроб), стоявшей на позициях нелегальной Коммунистической партии Западной Украины. В 1927—1928 годах был редактором газеты «Сельроб». В 1930—1932 работал в газете «Сила». В этих изданиях широко освещал достижения Советского Союза, пропагандировал идею воссоединения западноукраинских земель с Украинской ССР, резко критиковал деятельность польских властей и украинских националистов. Активный участник Антифашистского конгресса деятелей культуры 1936 года во Львове. За революционную деятельность неоднократно подвергался арестам.

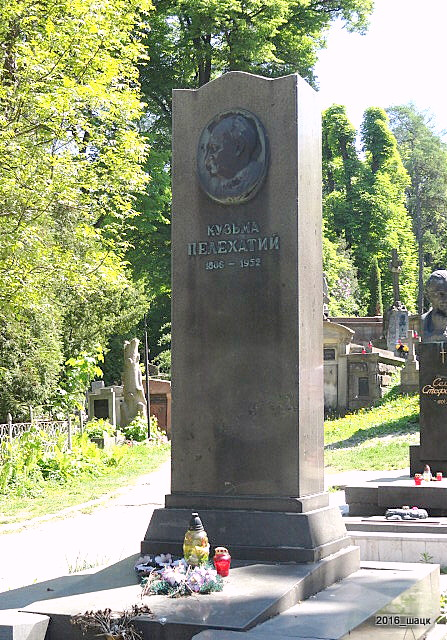
Памятник на могиле Кузьмы Пелехатого во Львове на Лычаковском кладбище

После установления Советской власти с 1939 года работал в газете «Вільна Україна». Во время немецкой оккупации участвовал в антифашистском подполье. С 1944 снова сотрудничал в газете «Вільна Украïна», журнале «Радянський Львів».
С 1946 года был на руководящей советской работе: заместитель председателя Исполнительного комитета Львовского городского Совета, с 1947 — зампред. Львовского облисполкома. В 1948 вступил в КПСС. С января 1949 — председатель Львовского облисполкома.
Был депутатом Верховного Совета УССР 2 созыва (1947—1951), избирался зампредседателя ВС УССР. В 1950 году избран депутатом Верховного Совета СССР.
23 января 1948 был награждён орденом Трудового Красного Знамени.
Умер 28 марта 1952 года во Львове.

## Сочинения
- Що таке колективізація. — Львов, 1930
- І всміхнеться земля — мати. — Львов, 1959.

## Семья
- Сын — Демьян Кузьмич, дирижёр и музыкальный педагог, народный артист УССР.